# Dombóvár vasútállomás
Dombóvár vasútállomás Dombóvár vasútállomása, a MÁV üzemeltetésében. A belterület délkeleti szélén helyezkedik el, a város központjától jó másfél kilométerre, közúti elérését ma a 611-es főútból kiágazó 65 358-as számú mellékút biztosítja.
1946-ig, Újdombóvár eszmei község felosztása előtt annak közigazgatási területéhez tartozott, neve is Újdombóvár vasútállomás volt, míg a Dombóvár vasútállomás nevet abban az időszakban a mai Dombóvár alsó vasútállomás viselte. 
Átadása óta először deltavágánnyal, majd az 1970-es években újabb műhelycsarnokkal bővült a Kapos folyó partján épült körfűtőház és vontatási telep. Az állomás mellett üzemel a város helyközi autóbuszállomása.

## Kapcsolódó állomások
A vasútállomáshoz az alábbi állomások vannak a legközelebb:
- Csikóstőttős megállóhely (Dombóvár–Bátaszék-vasútvonal)
- Döbrököz vasútállomás (Budapest–Pécs-vasútvonal)
- Kaposszekcső megállóhely (Budapest–Pécs-vasútvonal)
- Dombóvár alsó vasútállomás (Gyékényes vasútállomás, Dombóvár–Gyékényes-vasútvonal)

## Vonalak
- Budapest–Pécs-vasútvonal
- Dombóvár–Gyékényes-vasútvonal
- Dombóvár–Bátaszék-vasútvonal

### Egykori csatlakozó vasútvonal
- 49-es vonal (Dombóvár-Lepsény, Dombóvár és Enying között megszűnt, Enying és Lepsény között forgalomból kizárva)

### Egykori csatlakozókisvasútivonal
- Dombóvári Gazdasági Vasút

## Forgalom
| Járat                               | Útvonal | Gyakoriság                               |
| ----------------------------------- | --- | ---------------------------------------- |
| S40                                 | Budapest-Déli – Budapest-Kelenföld – Budafok – Háros – Budatétény – Barosstelep – Nagytétény-Diósd – Érdliget – Érd felső – Érd – Százhalombatta – Dunai Finomító – Ercsi – Iváncsa – Pusztaszabolcs – Szabadegyháza – Sárosd – Nagylók – Sárbogárd – Rétszilas – Sáregres – Simontornya – Tolnanémedi – Pincehely – Belecska – Keszőhidegkút-Gyönk – Szárazd – Regöly – Szakály-Hőgyész – Dúzs – Csibrák – Kurd – Döbrököz – Dombóvár | 2-4 óránként                             |
| G40                                 | (Dombóvár → Döbrököz → Kurd → Csibrák → Dúzs → Szakály-Hőgyész → Regöly → Szárazd → Keszőhidegkút-Gyönk → Belecska → Pincehely → Tolnanémedi → Simontornya → Sáregres → Rétszilas →) Sárbogárd → Nagylók → Sárosd → Szabadegyháza → Pusztaszabolcs → Iváncsa → Százhalombatta → Érd → Érd alsó → Tétényliget → Budapest-Kelenföld → Budapest-Déli                                                                                      | Munkanapokon napi 1 Budapest felé        |
| Z40                                 | Budapest-Déli → Budapest-Kelenföld → Érd felső → Százhalombatta → Iváncsa → Pusztaszabolcs → Szabadegyháza → Sárosd → Nagylók → Sárbogárd → Rétszilas → Sáregres → Simontornya → Tolnanémedi → Pincehely → Belecska → Keszőhidegkút-Gyönk → Szárazd → Regöly → Szakály-Hőgyész → Dúzs → Csibrák → Kurd → Döbrököz → Dombóvár | Munkanapokon és vasárnap 1 Dombóvár felé |
| személyvonat                        | Dombóvár – Kaposszekcső – Vásárosdombó – Sásd – Godisa – Szatina-Kishajmás – Abaliget – Hetvehely – Bükkösd – Cserdi-Helesfa – Szentlőrinc – Bicsérd – Mecsekalja-Cserkút – Pécs | 2 óránként                               |
| személyvonat                        | Dombóvár – Dombóvár alsó – Nagyberki – Kaposszentjakab – Kaposvár – Kaposújlak – Kaposmérő – Kaposfő – Kiskorpád – Jákó-Nagybajom – Kutas – Beleg – Ötvöskónyi – Somogyszob – Bolhás – Szenta – Zrínyitelep – Csurgó – Gyékényes (– napi 3 pár tovább: Zákány – Őrtilos – Murakeresztúr – Nagykanizsa) | Kb. 2 óránként                           |
| személyvonat                        | Dombóvár – Csikóstőttős – Mágocs-Alsómocsolád – Szalatnak – Szászvár – Máza-Szászvár – Váralja – Nagymányok – Hidas-Bonyhád – Cikó – Mőcsény – Mórágy – Bátaszék – Alsónyék – Pörböly – Baja-Dunafürdő – Baja | Napi 5-6 pár                             |
| személyvonat                        | Komló – Mecsekjánosi – Mecsekpölöske – Magyarszék – Magyarhertelend – Bodolyabér – Godisa – Sásd (– Vásárosdombó – Kaposszekcső) – Dombóvár | Napi 5-6 pár                             |
| Mecsek InterCity                    | Budapest-Keleti – Budapest-Kelenföld – Sárbogárd – Dombóvár (– Sásd) – Szentlőrinc – Pécs | 2 óránként                               |
| Kresz Géza és Rippl-Rónai InterCity | Budapest-Keleti – Budapest-Kelenföld – Simontornya – Pincehely – Szakály-Hőgyész – Dombóvár – Kaposvár | Napi 2 pár                               |
| Somogy InterCity                    | Budapest-Keleti – Budapest-Kelenföld – Simontornya – Pincehely – Szakály-Hőgyész – Dombóvár – Kaposvár – Kiskorpád – Jákó-Nagybajom – Kutas – Beleg – Ötvöskónyi – Somogyszob – Bolhás – Csurgó – Gyékényes | Napi 1 pár                               |

## Galéria

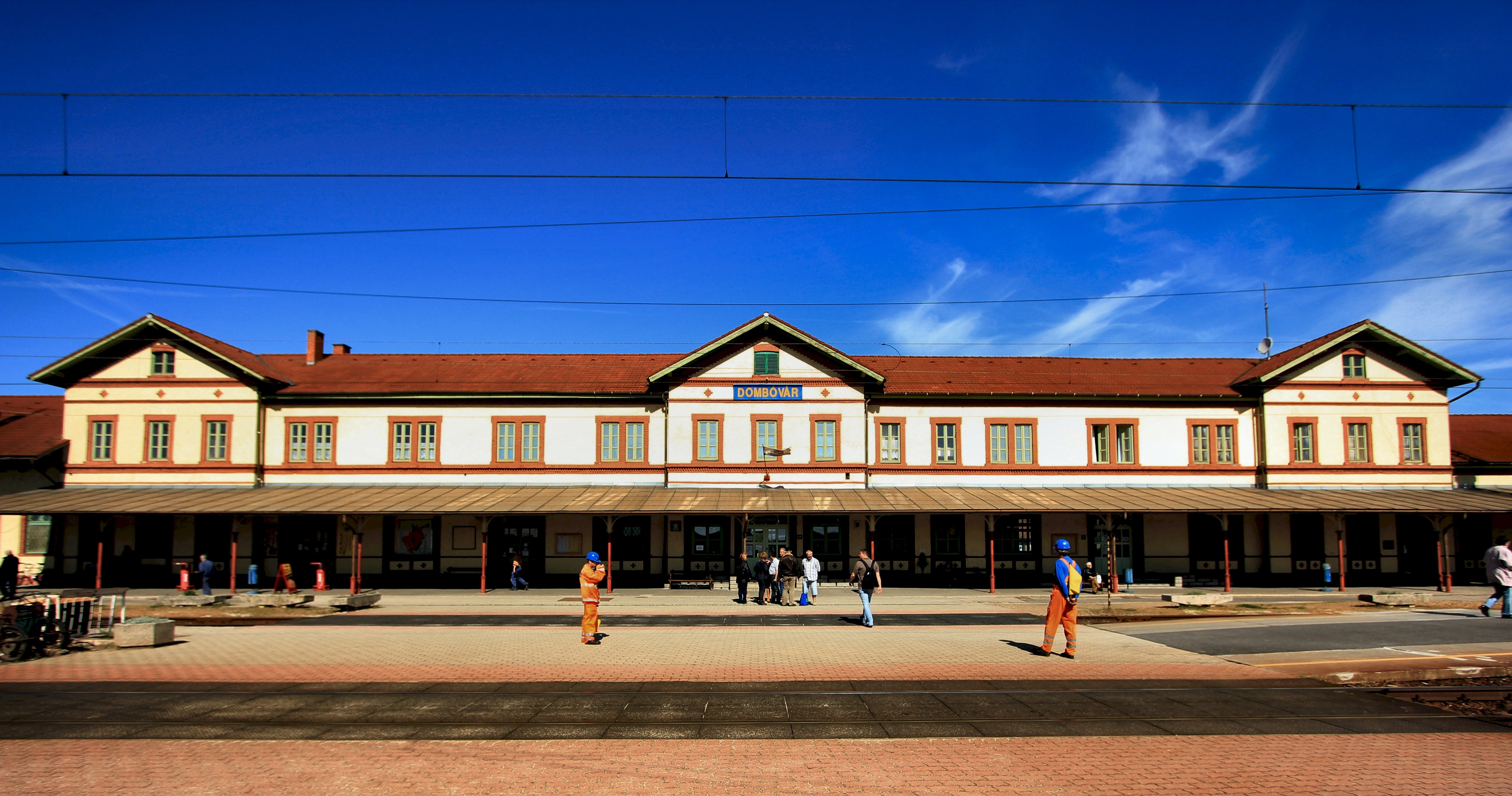
Dombóvár vasútállomás – 2012. április 26-án
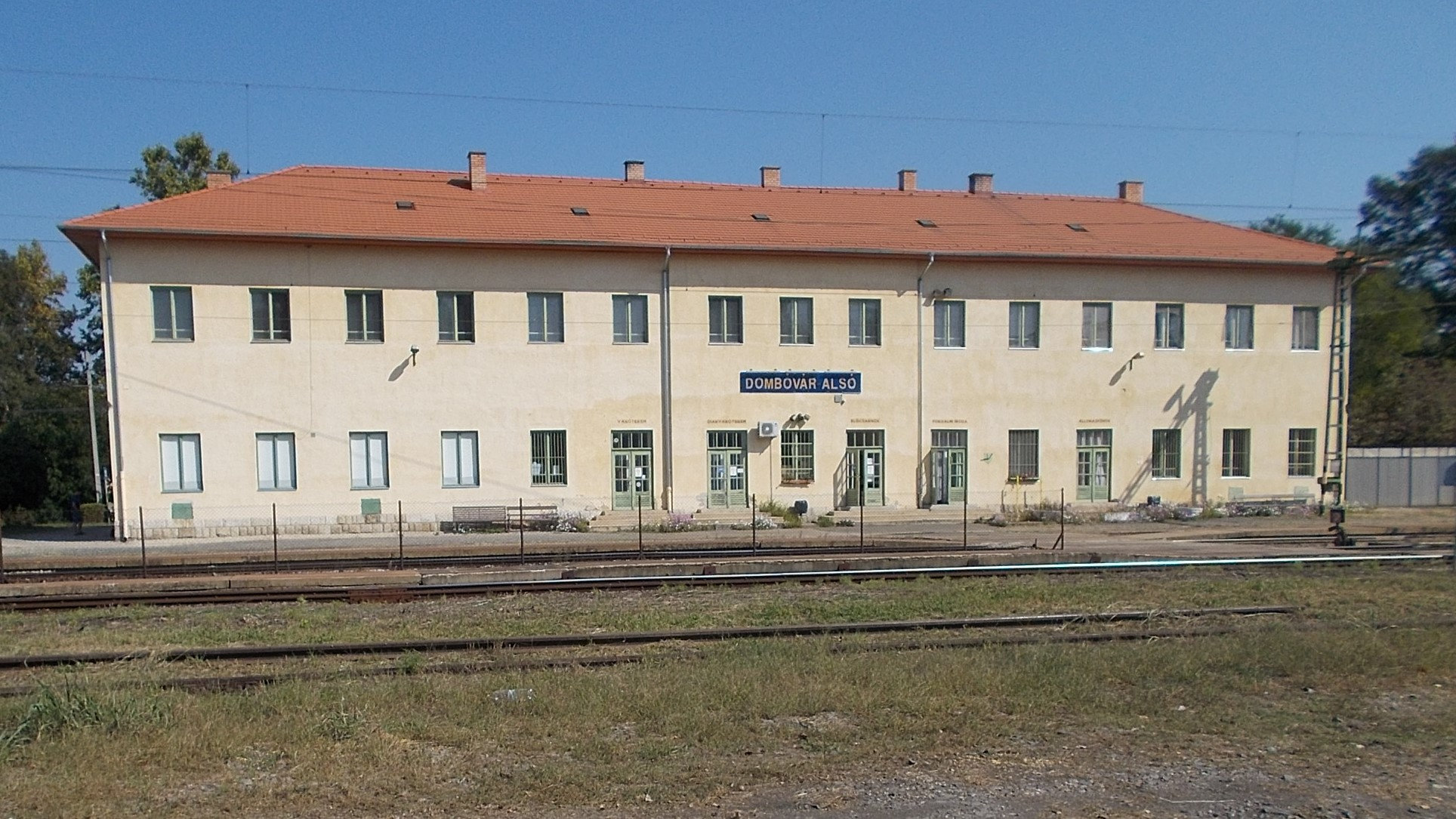
Dombóvár alsó vasútállomás, felvételi épület – 2018-ban
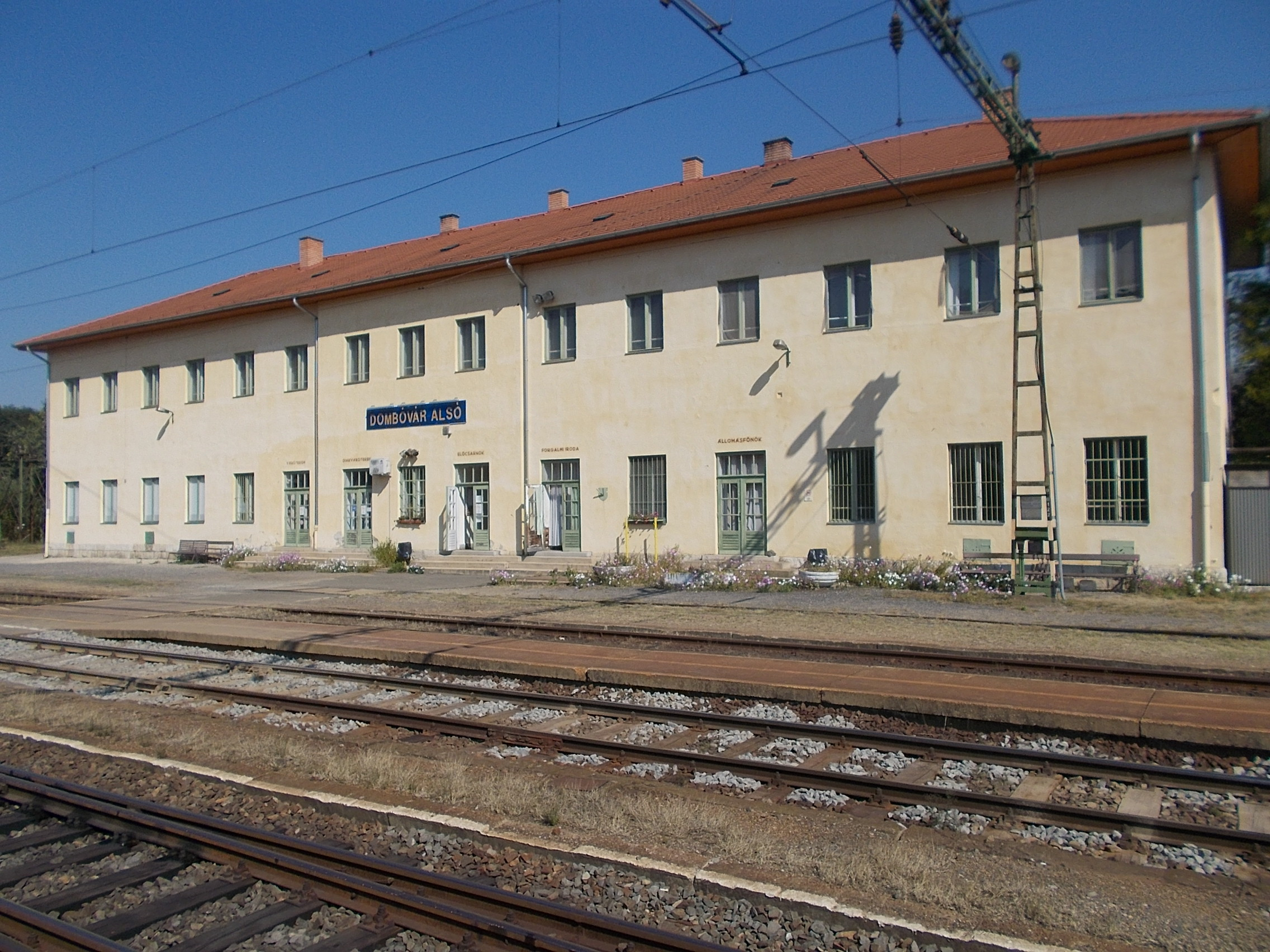
Dombóvár alsó – 2018-ban
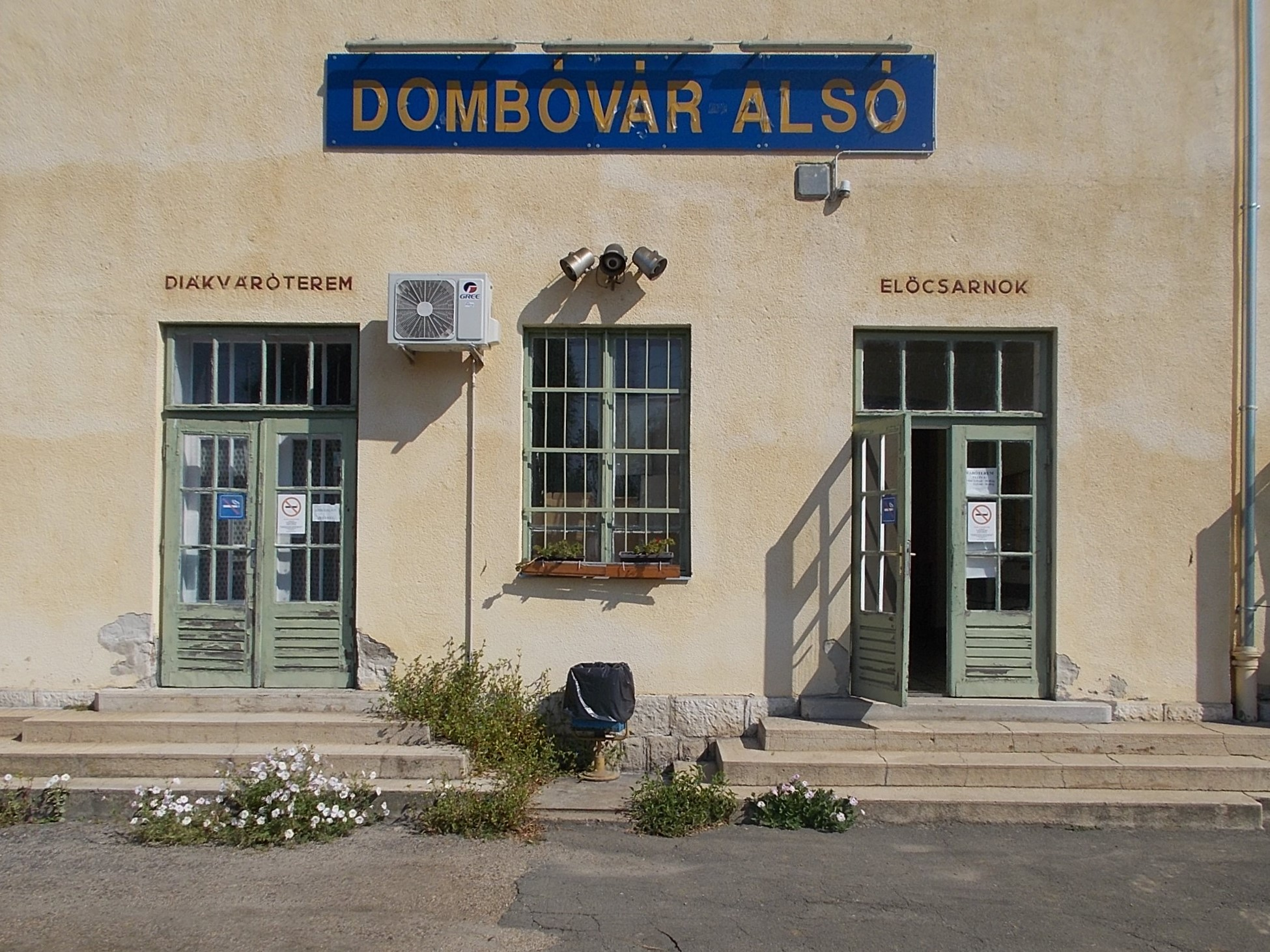
Dombóvár alsó vasútállomás – 2018-ban
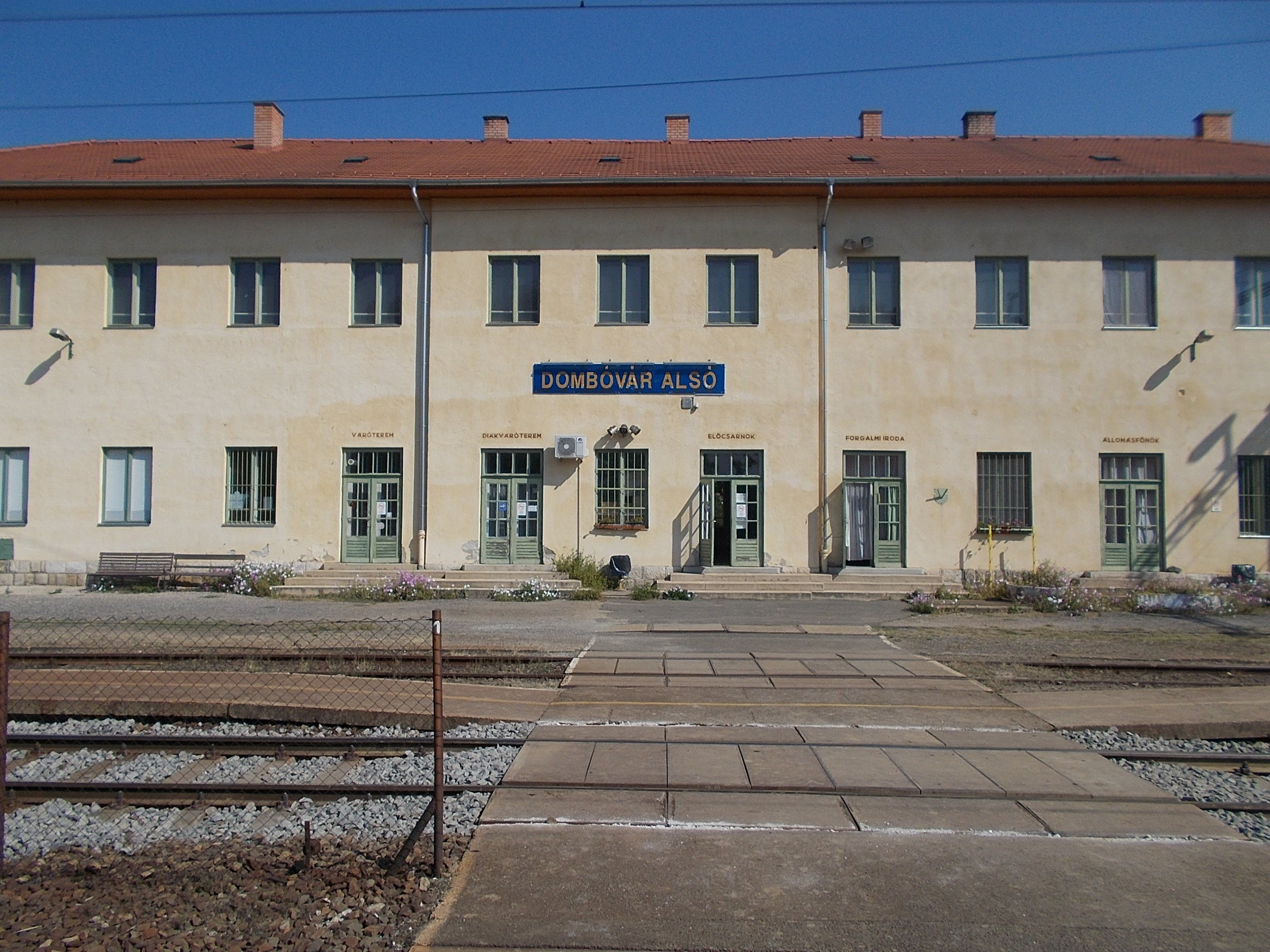
Dombóvár alsó vasútállomás, átjáró – 2018-ban
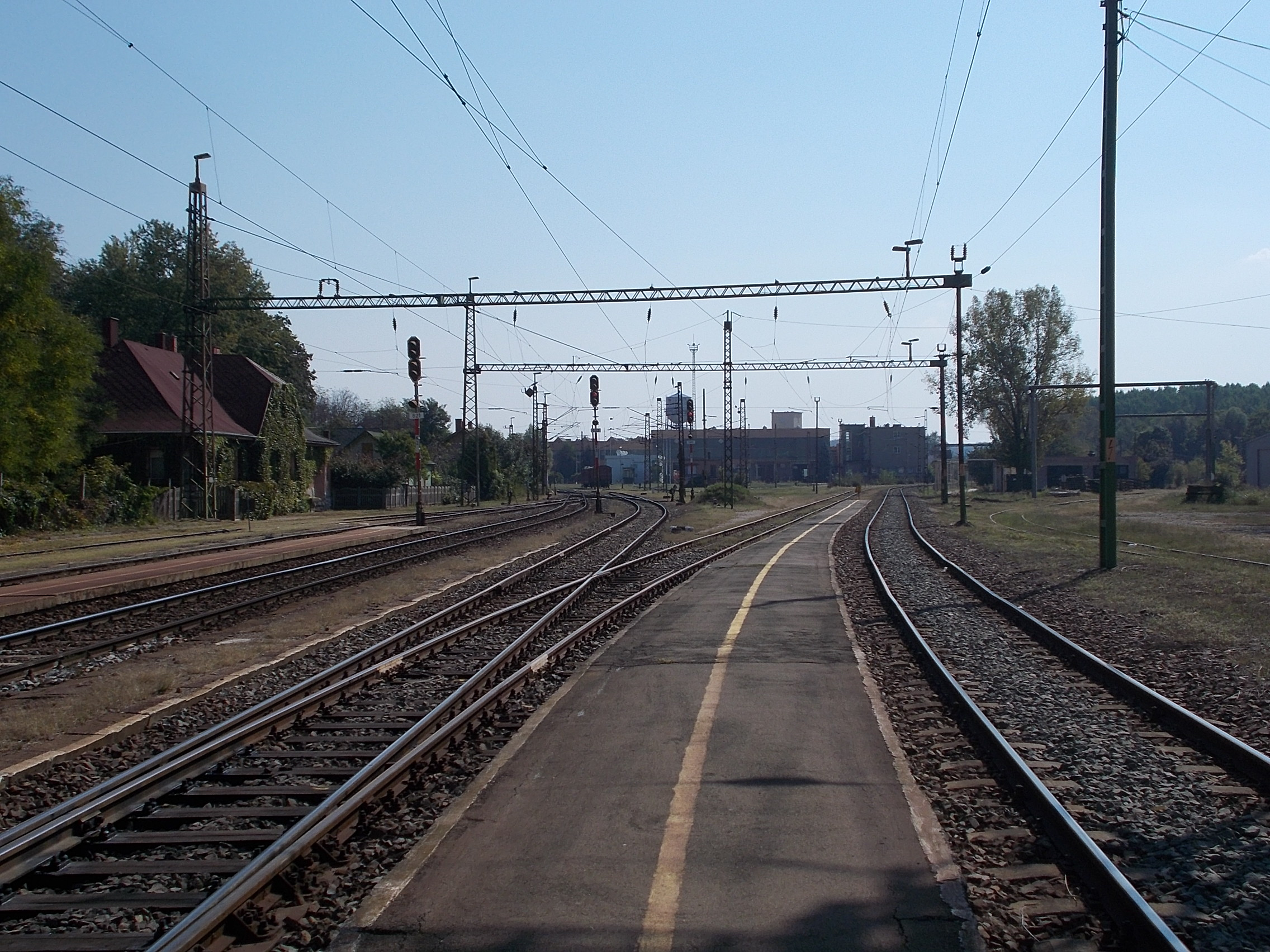
Dombóvár alsó, vágányok – 2018-ban
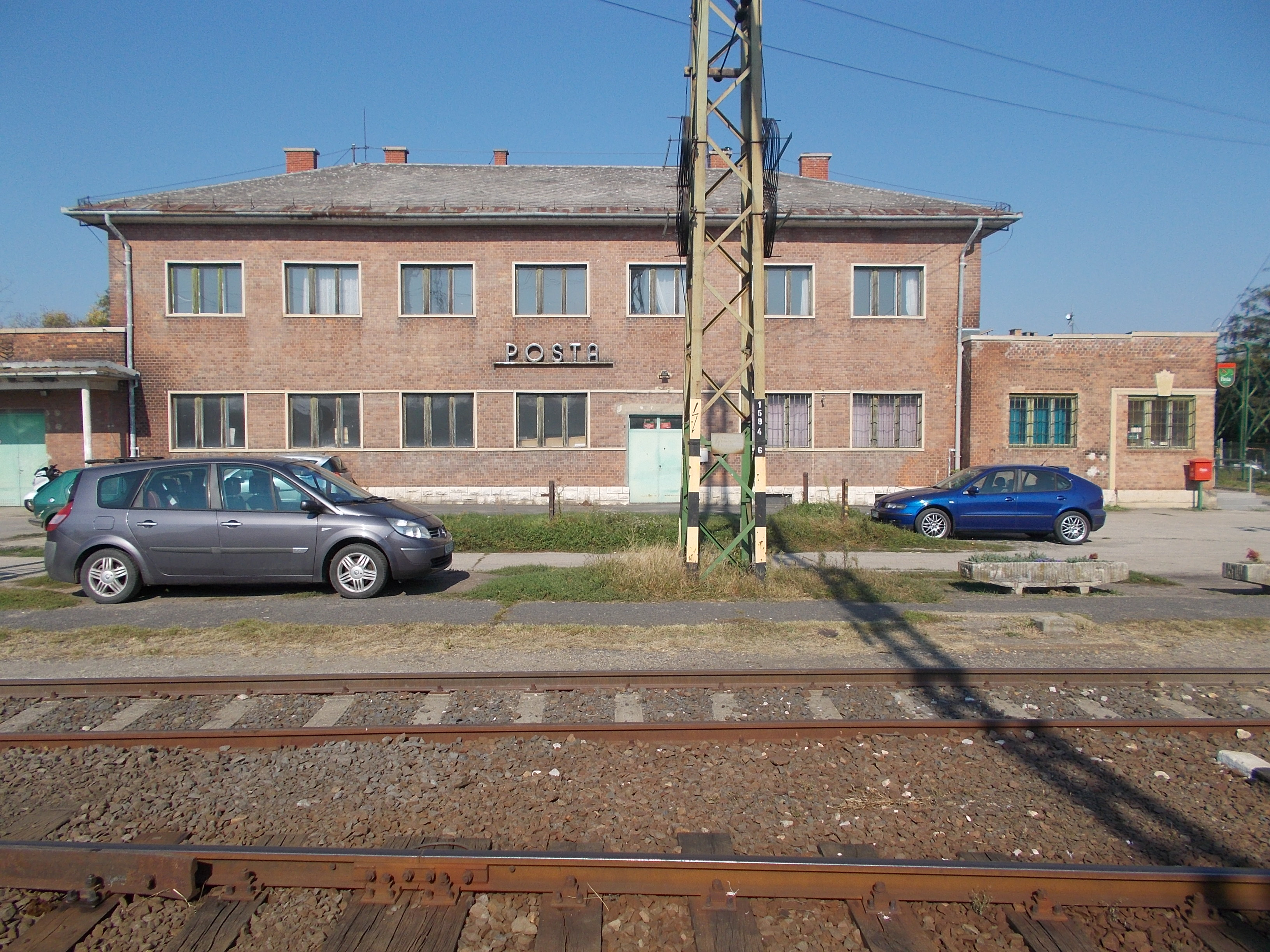
Dombóvár 2-es posta – 2018-ban
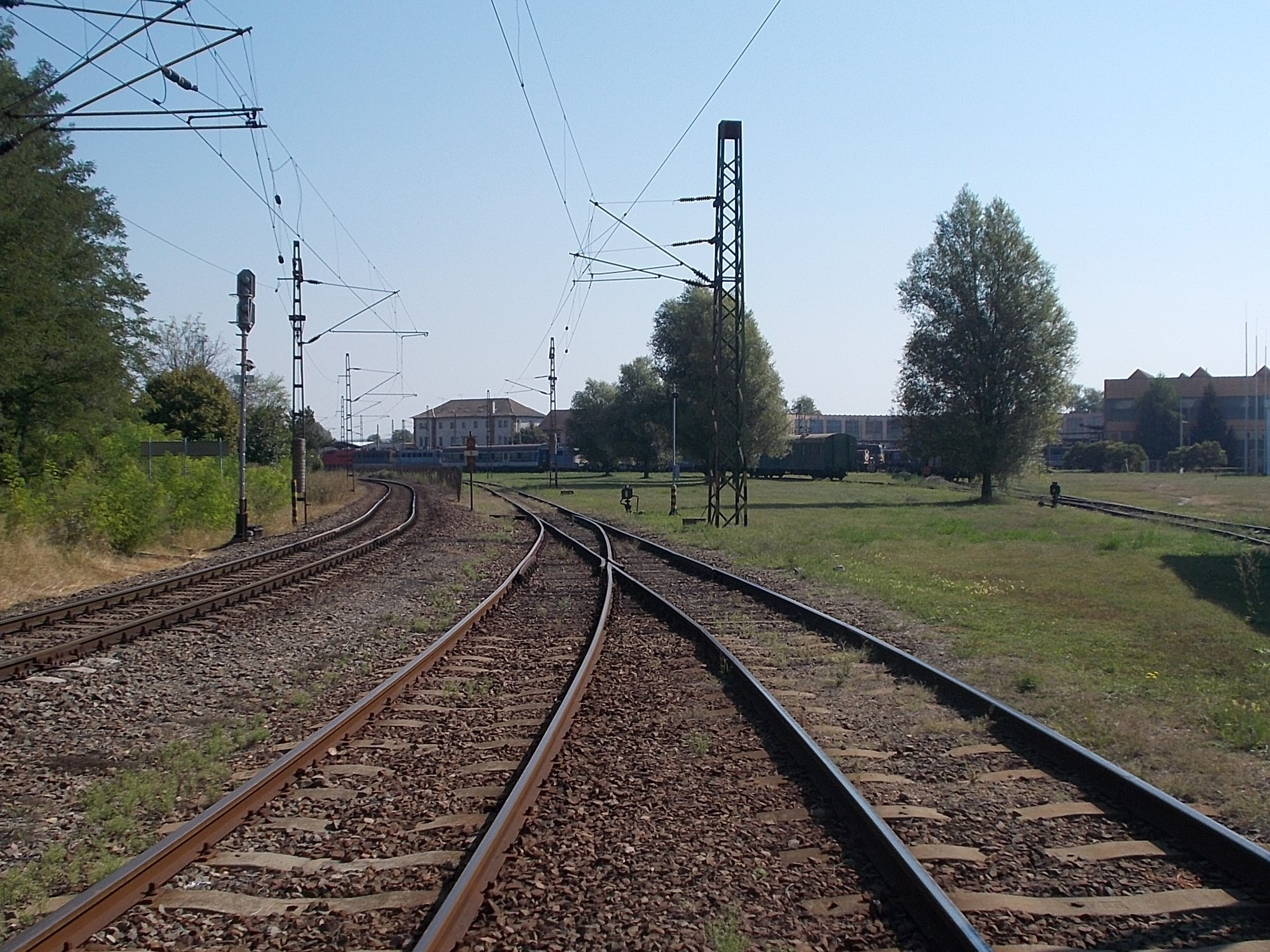
Dombóvár állomás felőli vágányok – 2018-ban
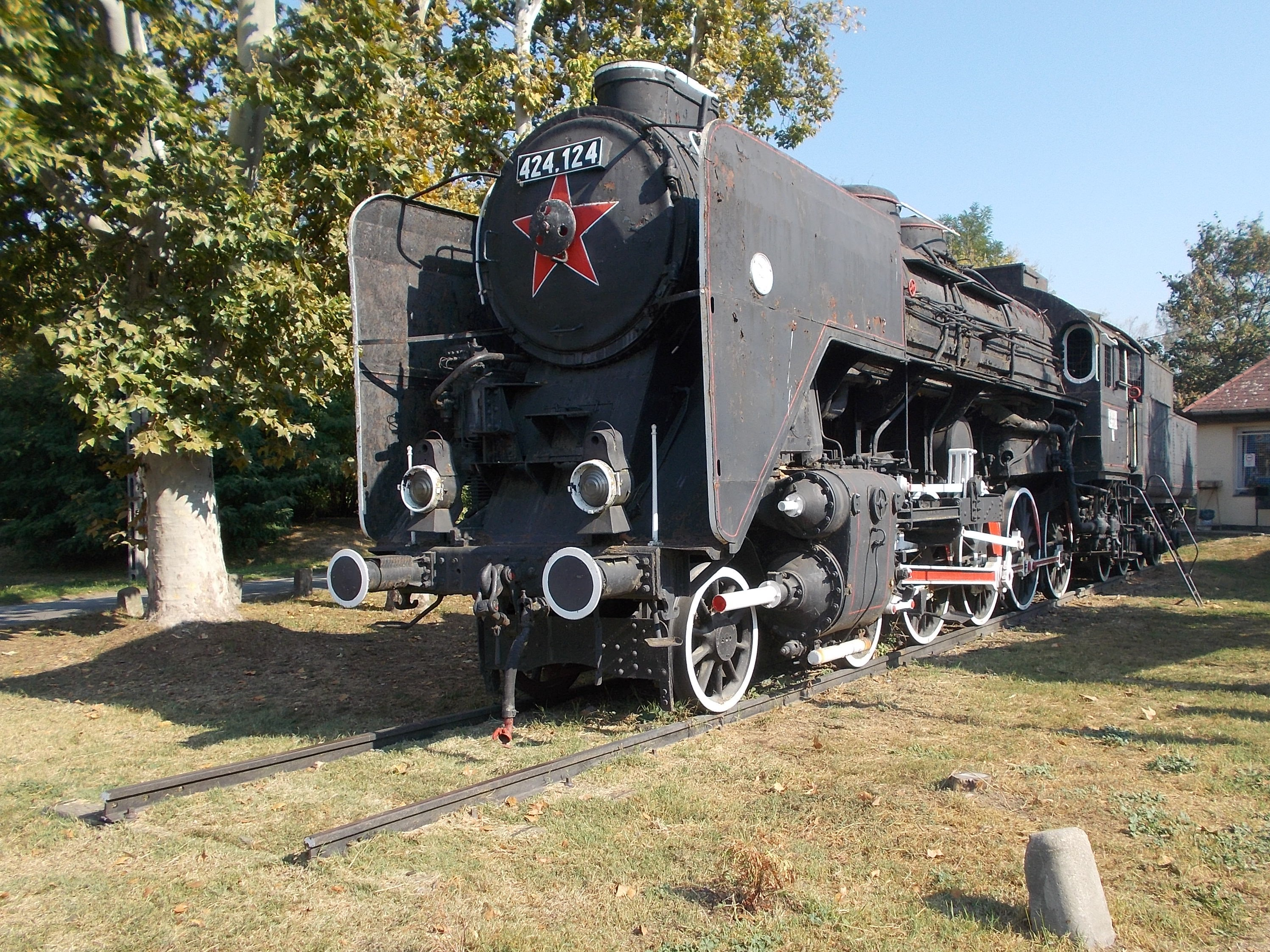
MÁV 424-124 pályaszámú mozdonyszobor Dombóvár vasútállomáson – 2018. szeptemberében